# Minokamo
Minokamo (美濃加茂市, Minokamo-shi) est une ville située dans la préfecture de Gifu, au Japon.

## Géographie

### Situation
Minokamo est située dans le sud de la préfecture de Gifu.

### Démographie
En février 2021, la population de Minokamo s'élevait à 57 294 habitants, répartis sur une superficie de 74,81 km2.
À Minokamo, les résidents étrangers représentent près de 10 % de la population (surtout des Brésiliens d'origine japonaise).

### Hydrographie
Minokamo marque la limite du tronçon du fleuve Kiso, surnommé « Rhin japonais » par Shiga Shigetaka.

## Histoire
La ville de Minokamo a été créée en 1954 de la fusion des bourgs d'Ota et Furui et des villages de Yamanoue, Hachiya, Kamono, Ibuka, Shimoyoneda et Miwa.

## Transports
La ville est desservie par les lignes Takayama et Taita de la JR Central, ainsi que par la ligne Etsumi-Nan de la Nagaragawa Railway. La gare de Mino-Ōta est la principale gare de la ville.

## Jumelage
Minokamo est jumelée avec la ville de Dubbo en Australie.